# Ye Xiaogang
Ye Xiaogang, (葉小綱T, 叶小纲S, Yè XiǎogāngP) (Shanghai, 23 settembre 1955), è un compositore cinese, uno dei più attivi e famosi compositori cinesi di musica classica contemporanea.

## Biografia
Nacque a Shanghai nel 1955. Ha studiato al Central Conservatory of Music di Pechino dal 1978 al 1983, con il compositore Du Mingxin. Ha poi studiato presso la Eastman School of Music a partire dal 1987. Alexander Goehr è stato uno dei suoi insegnanti.
Insegna al Conservatorio Centrale di Musica, dove ricopre il ruolo di Vice Presidente e vicepreside del dipartimento di composizione.
Il suo Starry Sky è stato presentato in anteprima alla cerimonia di apertura delle Olimpiadi estive 2008 a Pechino. Nell'estate del 2006 Ye ha preso parte all'inaugurale "Composer Alive!" progetto di corrispondenza transpacifica con Accessible Contemporary Music a Chicago, Illinois. Questo progetto consisteva in Ye che componeva un pezzo, Datura e inviava i suoi frammenti mentre venivano completati a Chicago, elettronicamente. Successivamente sono stati letti dal gruppo di performance di ACM e pubblicati su Internet per l'approvazione di Ye. Il progetto è culminato con Ye in viaggio negli Stati Uniti per la prima esecuzione del lavoro completato.

## Composizioni scelte
- Great Wall Symphony
- Therenody
- Tripdus
- Ballade
- Shenzhen Story
- Macau Bride
- Dalai VI
- Pipa Concerto
- Nine Horses
- Rise of the Great Powers

La Great Wall Symphony (2002) consiste di nove movimenti, con parti vocali e strumenti musicali tradizionali cinesi e vi sono inserite melodie popolari. Ye compose la colonna sonora del documentario The Rise of the Great Powers e del film La doccia (1999).